# Anepsion wolffi
Anepsion wolffi là một loài nhện trong họ Araneidae.
Loài này thuộc chi Anepsion. Anepsion wolffi được Pater Chrysanthus miêu tả năm 1969.